# 1678 en littérature
| Années de la littérature : 1675 - 1676 - 1677 - 1678 - 1679 - 1680 - 1681    |
| Décennies de la littérature : 1640 - 1650 - 1660 - 1670 - 1680 - 1690 - 1700 |

Cet article présente les faits marquants de l'année 1678 en littérature.

## Événements
- 9 avril : sous la pression de Bossuet, le chancelier Michel Le Tellier donne ordre au lieutenant général de police de Paris Gabriel Nicolas de La Reynie d’empêcher la publication de l'ouvrage de Richard Simon, Histoire critique du Vieux Testament, Paris, Veuve Billaine, 1678 (présentation en ligne) avant l'impression du titre et de l'épitre. Un arrêt du conseil d’État du Roi du 19 juin porte suppression du livre[1].

- 25 juin : Elena Cornaro Piscopia obtient son doctorat de philosophie à l'Université de Padoue, devenant ainsi la première femme du monde diplômée d'une université[2].

## Parutions

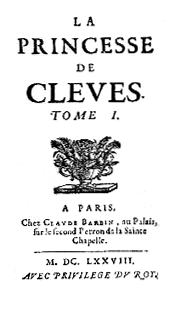

- 18 février : le roman mystique de John Bunyan, The Pilgrim’s progress : (« Le Voyage du pèlerin »), London, Nathaniel Ponder, 1678 (présentation en ligne), est autorisé à paraître par la censure.
- 8 mars : achevé d'imprimer de La Princesse de Clèves, vol. 1, Claude Barbin, 1678 (présentation en ligne), roman précurseur du roman psychologique de la comtesse de La Fayette publié anonymement (volumes 2, 3 et 4 sur Gallica).
- 3 mai : achevé d'imprimer du recueil de Jean de La Fontaine, Fables choisies mises en vers, vol. 1-2, Paris, Claude Barbin, 1678 (présentation en ligne). Les volumes 3 et 4 paraissent le 15 juin 1679. Première édition des livres VII à XI.

- 3 juin : achevé d'imprimer du recueil d'Isaac de Benserade, Fables d’Ésope en quatrain : dont il y en a une partie au labyrinte de Versailles, Paris, Sébastien Mabre-Cramoisy, 1678 (présentation en ligne).

- Marie Mancini, Apologie : ou les véritables Mémoires de Marie Mancini, connestable de Colonna, écrits par elle-même, Leide, Jean Van Gelder, 1678 (présentation en ligne).

- Charles du Fresne du Cange, Glossarium ad scriptores mediæ et infimæ latinitatis, vol. 1, 2 et 3, Paris, Louis Billaine, 1678 (présentation en ligne) glossaire du latin médiéval et encyclopédie historique.
- Thomas Herbert, Threnodia Carolina : « Mémoires des dernières années du règne du roi Charles Ier » (présentation en ligne).
- Samuel Butler, Hudibras : The third and last part, vol. 1, London, Simon Miller, 1663 (présentation en ligne), poème satirique publié en trois parties entre 1663 et 1678.

## Naissances
- Vers 1677-1678 : George Farquhar, auteur dramatique irlandais († 1707)

## Décès
- 16 janvier : Madeleine de Souvré, marquise de Sablé, écrivaine française (née en 1599).
- Theophilus Gale, théologien anglais (né en 1628).